# Bangui
Bangui je glavno mesto Srednjeafriške republike in s približno tričetrt milijona prebivalcev (2012) največje mesto v tej srednjeafriški državi. Stoji ob izteku brzic reke Ubangi na jugozahodu države, ob meji z Demokratično republiko Kongo in je pristanišče za izvoz kmetijskih pridelkov po reki navzdol do Brazzavillea, ki predstavlja povezavo z oceanom. V samem mestu je nekaj lahke industrije, predvsem pa ima vlogo administrativnega in trgovskega središča. Na sosednjem bregu reke Ubangi stoji mesto Zongo v Kongu, s katerim je Bangui povezan s trajektno povezavo.
Stanje v mestu, tako kot v preostanku države, zaznamujejo redni oboroženi konflikti med vladnimi silami in uporniškimi skupinami, zaradi katerih gospodarstvo stagnira. Zaradi dolgotrajnega nasilja se Bangui redno uvršča na lestvice mest z najslabšo kakovostjo življenja.

## Zgodovina
Leta 1889 so Francozi ustanovili vojaško postojanko nizvodno od kraja, kjer zdaj stoji Bangui, ob sotočju rek Ubangi in Mpoko. Poimenovali so jo po brzicah. Dve leti kasneje so jo preselili na sedanje mesto. V tem času so se pogosto spopadali z domačini, po njihovem podjarmljenju pa je Bangui postal administrativni sedež province Ubangi-Shari, del kolonije Francoska ekvatorialna Afrika. Kot administrativno središče je počasi rastlo, večjega razmaha pa do druge svetovne vojne ni doživelo, saj je gospodarstvo temeljilo na prisilnem delu za koncesionarje.
Večji razmah se je zgodil med vojno in tik po njej, ko so kolonialni gospodarji dali črnskemu prebivalstvu več pravic in izvedli razne infrastrukturne projekte da bi utišali težnje po osamosvojitvi, hkrati pa je napredovala tudi ekonomija zaradi rastočih cen glavnih izvoznih produktov - gume, bombaža, kave in diamantov - na mednarodnem trgu. Po osamosvojitvi Srednjeafriške republike leta 1960 je prišlo do intenzivnejšega priseljevanja s podeželja. Leta 1975 je v Banguiju živelo skoraj 280.000 prebivalcev in leta 2001 že dvakrat toliko. Po drugi strani se od 1970. let dalje sooča z medetničnim in medverskim nasiljem, pa tudi korupcijo ter finančnimi težavami, ki jih simbolizira ekstravagantno kronanje diktatorja Jean-Bedela Bokasse leta 1977, strmoglavljenega že dve leti kasneje.